# Sabicea brachycalyx
Sabicea brachycalyx är en måreväxtart som beskrevs av Julian Alfred Steyermark. Sabicea brachycalyx ingår i släktet Sabicea och familjen måreväxter. Inga underarter finns listade i Catalogue of Life.